# Eccoptosage quadridentata
Eccoptosage quadridentata är en stekelart som först beskrevs av Cameron 1905.  Eccoptosage quadridentata ingår i släktet Eccoptosage och familjen brokparasitsteklar. Inga underarter finns listade i Catalogue of Life.